# John Finnegan
John Finnegan (New York, 18 agosto 1926 – Palm Desert, 29 luglio 2012) è stato un attore statunitense.

## Biografia
Figlio di genitori irlandesi immigranti, è uno di 11 fratelli.
Dalla prima moglie, deceduta nel 1989 ha avuto quattro figli.
Dal 1992 fino alla morte è stato sposato con Carolynn Jacobs.
È morto nel 2012, a 85 anni, per una polmonite.

## Filmografia parziale

### Cinema
- Una moglie (A Woman Under the Influence), regia di John Cassavetes (1974)
- Quella sporca ultima notte (Capone), regia di Steve Carver (1975)
- L'assassinio di un allibratore cinese (The Killing of a Chinese Bookie), regia di John Cassavetes (1976)
- Vecchia America (Nickelodeon), regia di Peter Bogdanovich (1976)
- La sera della prima (Opening Night), regia di John Cassavetes (1977)
- Una strada chiamata domani (Bloodbrothers), regia di Robert Mulligan (1978)
- Una strana coppia di suoceri (The In-Laws), regia di Arthur Hiller (1979)
- E io mi gioco la bambina (Little Miss Marker), regia di Walter Bernstein (1980)
- Gloria - Una notte d'estate (Gloria), regia di John Cassavetes (1980)
- Love Streams - Scia d'amore (Love Streams), regia di John Cassavetes (1984)
- Il migliore (The Natural), regia di Barry Levinson (1984)
- Il viaggio di Natty Gann (The Journey of Natty Gann), regia di Jeremy Kagan (1985)
- Il grande imbroglio (Big Trouble), regia di John Cassavetes (1986)
- Fievel sbarca in America (An American Tail), regia di Don Bluth (1986) - voce
- Benvenuti in paradiso (Come See the Paradise), regia di Alan Parker (1990)
- JFK - Un caso ancora aperto (JFK), regia di Oliver Stone (1991)
- Last Action Hero - L'ultimo grande eroe (Last Action Hero), regia di John McTiernan (1993)
- Mars Attacks!, regia di Tim Burton (1996)
- Las Vegas - Una vacanza al casinò (Vegas Vacation), regia di Stephen Kessler (1997)

### Televisione
- Ellery Queen - serie TV, episodi 1x00-1x05  (1975)
- Autostop per il cielo (Highway to Heaven) - serie TV, episodio 5x13 (1989)
- La signora in giallo (Murder, She Wrote) - serie TV, episodi 6x12-9x04 (1990-1992)
- E.R. - Medici in prima linea (ER) - serie TV, 1 episodio (1994)
- Colombo (Columbo) - serie TV, 13 episodi (1972-2003)

## Doppiatori italiani
Nelle versioni in italiano delle opere in cui ha recitato, John Finnegan è stato doppiato da:
- Manlio Guardabassi in Ellery Queen (ep. 5), La signora in giallo (ep. 6x12)
- Gianni Marzocchi in Ellery Queen (ep. Pilota)
- Mario Mastria in Una strana coppia di suoceri
- Mario Bardella ne Il viaggio di Natty Gann
- Gianfranco Bellini in La signora in giallo (ep. 9x04)

Da doppiatore è sostituito da:
- Massimo Dapporto in Fievel sbarca in America